# Penitenzieria apostolica
La Penitenzieria apostolica (in latino Paenitentiaria Apostolica) è uno dei 3 organismi giudiziari della Curia romana. È il supremo tribunale della Chiesa cattolica ed è anche il più antico dicastero della Curia romana.

## Funzioni
Le sue competenze sono stabilite dagli articoli 190-193 della costituzione apostolica Praedicate evangelium di papa Francesco (2022):
- Spettano a questo tribunale le assoluzioni dalle censure nonché la concessione di indulgenze e le dispense riservate al pontefice (art. 190). Da qui appunto il nome di «Penitenzieria», ovvero tribunale dedicato ai casi dei penitenti;
- Per il foro interno (cioè i casi di coscienza), sia sacramentale sia non sacramentale, essa concede le assoluzioni, le dispense, le commutazioni, le sanzioni, i condoni e altre grazie (art. 191).
- La stessa provvede a che nelle Basiliche papali dell'Urbe ci sia un numero sufficiente di penitenzieri, dotati delle opportune facoltà (art. 192).
- Al medesimo dicastero è demandato quanto concerne la concessione e l'uso delle indulgenze, salvo il diritto del Dicastero per la dottrina della fede di esaminare tutto ciò che riguarda la dottrina dogmatica intorno ad esse (art. 193).

## Organizzazione
Fino al 1988 la Penitenzieria apostolica era composta, come le altre congregazioni romane, da un collegio di cardinali, in questo caso chiamati "penitenzieri", presieduti dal cardinale prefetto, che per questo dicastero assume il titolo di "Penitenziere maggiore". 
La Costituzione apostolica Pastor Bonus ha sciolto il collegio cardinalizio. Il penitenziere maggiore è coadiuvato dal reggente e da cinque prelati: un teologo, un canonista e tre consiglieri, che costituiscono la Segnatura, cioè i membri del tribunale. Nella penitenzieria prestano la loro opera inoltre un certo numero di funzionari e il personale ausiliario. Sono membri del Tribunale della Penitenzieria Apostolica pure i penitenzieri minori, direttamente dipendenti dal penitenziere maggiore nell'esercizio delle loro funzioni. 
A seconda dell'importanza del caso, esso viene deciso o da una risposta orale (oraculum vivae vocis) del Papa o dal penitenziere maggiore o dal reggente con i suoi funzionari.
Dal 6 aprile 2024 il penitenziere maggiore è il cardinale Angelo De Donatis, mentre il reggente è, dal 26 giugno 2012, il vescovo Krzysztof Józef Nykiel.

## Cronotassi

### Penitenzieri maggiori
- Cardinale Nicola de Romanis (1216 - 1219)
- Cardinale Tommaso da Capua (1219 - 1239 o 1243)
- Vescovo Guglielmo di Modena, O. Cart. (gennaio 1236 - 24 settembre 1243 dimesso)
  - (1251-1256 vacante)
- Cardinale Hughes de Saint-Cher, O.P. (1256 - 27 maggio 1262 dimesso)
- Cardinale Gui Foucault (1263 - 5 febbraio 1265 eletto papa)
  - (1265-1273 – probabilmente vacante)
- Cardinale Pierre de Tarentaise (c. 1273 - 21 gennaio 1276 eletto papa)
  - (1276-1279 vacante)
- Cardinale Bentivegna de' Bentivegni, O.F.M. (26 settembre 1279 - 25 marzo 1289 deceduto)
- Cardinale Matteo di Acquasparta, O.F.M. (1289 - 28 ottobre 1302 deceduto)
- Cardinale Gentile Portino, O.F.M. (1302 - 1305 dimesso)
- Cardinale Bérenger de Frédol il Vecchio (1306 - 11 giugno 1323 deceduto)
  - (1323-1326 – probabilmente vacante)
- Monsignore Raymond de Chameyrac (1326 - 1332)
- Cardinale Gauscelin de Jean (1332 - 1348)
- Cardinale Etienne Aubert (1348 - 18 dicembre 1352 eletto papa)
- Cardinale Gil Álvarez de Albornoz, C.R.S.A. (dicembre 1352 - dicembre 1356 nominato cardinale vescovo di Sabina)
- Cardinale Francesco degli Atti (verso il 1357)
- Cardinale Gil Álvarez de Albornoz (1357 - 1358)
- Cardinale Guillaume Bragose (1367)
- Fra Nicola D'Airola (1367 - 1370)
- Cardinale Étienne de Poissy (1370 - 1373)
- Cardinale Jean de Cros (dopo il 17 ottobre 1373 - 20 settembre 1378 deposto)

Obbedienza romana (1378-1415):
- Cardinale Eleazario da Sabrano (dopo il 20 settembre 1378 - 8 agosto 1381 deceduto)
- Cardinale Niccolò Caracciolo Moschino, O.P. (dopo l'8 agosto 1381 - 29 luglio 1389 deceduto)
- Cardinale Francesco Carbone, O. Cist. (dopo il 29 luglio 1389 - 18 giugno 1405 deceduto)
- Cardinale Antonio Caetani (dopo il 18 giugno 1405 - 25 marzo 1409 deposto)
- Cardinale Giovanni Dominici, O.P. (dopo il 25 marzo 1409 - prima del 9 novembre 1415 dimesso)

Obbedienza avignonese (1378-1429):
- Cardinale Jean de Cros (20 settembre 1378 - 21 novembre 1383 deceduto)
- Pseudocardinale Pierre Amiehl de Brénac, O.S.B. Clun. (dopo il 21 novembre 1383 - 10 agosto 1389 deceduto)
- Pseudocardinale Pierre Girard (dopo il 21 dicembre 1390 - 21 ottobre 1408 deposto)

Obbedienza pisana (1409-1415):
- Pseudocardinale Pierre Girard (dopo il 25 marzo 1409 - 9 novembre 1415 deceduto)

- Cardinale Giordano Orsini (dopo il 9 novembre 1415 - 29 maggio 1438 deceduto)
- Cardinale Antonio Correr, C.R.S.G.A. (maggio-giugno 1438 dimesso)
- Cardinale Niccolò Albergati, O. Cart. (giugno 1438 - 9 maggio 1443 deceduto)
- Cardinale Giuliano Cesarini (7 marzo 1444 - 10 novembre 1444 deceduto)
- Cardinale Giovanni De Ponte (1444 - 21 gennaio 1449 deceduto)
- Cardinale Domenico Capranica (1449 - 14 agosto 1458 deceduto)
- Cardinale Filippo Calandrini (1459 - 18 luglio 1476 deceduto)
- Cardinale Giuliano della Rovere, O.F.M. (ottobre 1476 - 1º novembre 1503 eletto papa)
- Cardinale Pedro Luis de Borja Llançol de Romaní, O.E.S.S.H. (7 dicembre 1503 - 4 ottobre 1511 deceduto)
- Cardinale Leonardo Grosso della Rovere (5 ottobre 1511 - 17 settembre 1520 deceduto)
- Cardinale Lorenzo Pucci (28 settembre 1520 - 1º ottobre 1529 dimesso)
- Cardinale Antonio Pucci (1º ottobre 1529 - 12 ottobre 1544 deceduto)
- Cardinale Roberto Pucci (31 marzo 1545 - 17 gennaio 1547 deceduto)
- Cardinale Ranuccio Farnese, O.S.Io.Hieros. (12 febbraio 1547 - 29 ottobre 1565 deceduto)
- Cardinale Carlo Borromeo (7 novembre 1565 - 12 dicembre 1572 dimesso)
- Cardinale Giovanni Aldobrandini (14 dicembre 1572 - 7 settembre 1573 deceduto)
- Cardinale Stanislao Osio (8 gennaio 1574 - 5 agosto 1579 deceduto)
- Cardinale Filippo Boncompagni (7 agosto 1579 - 9 giugno 1586 deceduto)
- Cardinale Ippolito Aldobrandini (12 giugno 1586 - 30 gennaio 1592 eletto papa)
- Cardinale Giulio Antonio Santorio (8 febbraio 1592 - 9 maggio 1602 deceduto)
- Cardinale Pietro Aldobrandini (1602 - maggio 1605 dimesso)
- Cardinale Cinzio Passeri Aldobrandini (maggio 1605 - 1º gennaio 1610 deceduto)
- Cardinale Scipione Caffarelli-Borghese (5 gennaio 1610 - 2 ottobre 1633 deceduto)
- Cardinale Antonio Barberini seniore, O.F.M.Cap. (3 ottobre 1633 - 11 settembre 1646 deceduto)
- Cardinale Orazio Giustiniani, C.O. (4 dicembre 1647 - 25 luglio 1649 deceduto)
- Cardinale Niccolò Albergati Ludovisi (21 febbraio 1650 - 9 agosto 1687 deceduto)
- Cardinale Leandro Colloredo, C.O. (28 febbraio 1688 - 11 gennaio 1709 deceduto)
  - Cardinale Fabrizio Paolucci (25 gennaio 1709 - 28 giugno 1710 nominato penitenziere) (pro-penitenziere)
- Cardinale Fabrizio Paolucci (28 giugno 1710 - 11 maggio 1721 nominato cardinale vicario per la diocesi di Roma)
- Cardinale Bernardo Maria Conti, O.S.B. (20 maggio 1721 - 2 luglio 1730 deceduto)
  - Cardinale Vincenzo Petra (26 marzo 1730 - luglio 1730 nominato penitenziere) (pro-penitenziere)
- Cardinale Vincenzo Petra (luglio 1730 - 21 marzo 1747 deceduto)
- Cardinale Gioacchino Besozzi, O.Cist. (1747 - 18 giugno 1755 deceduto)
- Cardinale Antonio Andrea Galli, C.R.L. (21 giugno 1755 - 24 marzo 1767 deceduto)
- Cardinale Giovanni Carlo Boschi (1º settembre 1767 - 6 settembre 1788 deceduto)
- Cardinale Francesco Saverio Zelada (1788 - 19 dicembre 1801 deceduto)
- Cardinale Leonardo Antonelli (1801 - 23 gennaio 1811 deceduto)
- Cardinale Michele Di Pietro (20 maggio 1814 - 2 luglio 1821 deceduto)
- Cardinale Francesco Saverio Castiglioni (4 agosto 1821 - 31 marzo 1829 eletto papa)
- Cardinale Emmanuele De Gregorio (31 maggio 1829 - 7 novembre 1839 deceduto)
- Cardinale Castruccio Castracane degli Antelminelli (12 novembre 1839 - 22 febbraio 1852 deceduto)
- Cardinale Gabriele Ferretti (18 marzo 1852 - 13 settembre 1860 deceduto)
- Cardinale Antonio Maria Cagiano de Azevedo (28 settembre 1860 - 13 gennaio 1867 deceduto)
- Cardinale Antonio Maria Panebianco, O.F.M.Conv. (17 gennaio 1867 - 15 ottobre 1877 dimesso)
- Cardinale Luigi Maria Bilio, B. (18 ottobre 1877 - 30 gennaio 1884 deceduto)
- Cardinale Raffaele Monaco La Valletta (12 febbraio 1884 - 14 luglio 1896 deceduto)
- Cardinale Isidoro Verga (1º ottobre 1896 - 10 agosto 1899 deceduto)
- Cardinale Serafino Vannutelli (20 novembre 1899 - 19 agosto 1915 deceduto)
- Cardinale Willem Marinus van Rossum, C.SS.R. (1º ottobre 1915 - 12 marzo 1918 nominato prefetto della Congregazione de Propaganda Fide)
- Cardinale Oreste Giorgi (12 marzo 1918 - 30 dicembre 1924 deceduto)
- Cardinale Andreas Frühwirth, O.P. (8 gennaio 1925 - 31 luglio 1927 dimesso)
- Cardinale Lorenzo Lauri (31 luglio 1927 - 8 ottobre 1941 deceduto)
- Cardinale Nicola Canali (15 ottobre 1941 - 3 agosto 1961 deceduto)
- Cardinale Arcadio María Larraona Saralegui, C.M.F. (13 agosto 1961 - 12 febbraio 1962 nominato prefetto della Congregazione dei riti)
- Cardinale Fernando Cento (12 febbraio 1962 - 7 aprile 1967 ritirato)
- Cardinale Giuseppe Antonio Ferretto (7 aprile 1967 - 1º marzo 1973 dimesso)
- Cardinale Giuseppe Paupini (21 marzo 1973 - 8 aprile 1984 ritirato)
  - Cardinale Luigi Dadaglio (8 aprile 1984 - 27 maggio 1985 nominato penitenziere) (pro-penitenziere)
- Cardinale Luigi Dadaglio (27 maggio 1985 - 6 aprile 1990 ritirato)
- Cardinale William Wakefield Baum (6 aprile 1990 - 22 novembre 2001 ritirato)
  - Arcivescovo Luigi De Magistris (22 novembre 2001 - 4 ottobre 2003 ritirato) (pro-penitenziere)
- Cardinale James Francis Stafford (4 ottobre 2003 - 2 giugno 2009 ritirato)
- Cardinale Fortunato Baldelli (2 giugno 2009 - 5 gennaio 2012 ritirato)
- Cardinale Manuel Monteiro de Castro (5 gennaio 2012 - 21 settembre 2013 ritirato)
- Cardinale Mauro Piacenza (21 settembre 2013 - 6 aprile 2024 ritirato)
- Cardinale Angelo De Donatis, dal 6 aprile 2024

### Reggenti
- Monsignore Antonio Lante Montefeltro Della Rovere (24 marzo 1763 - 17 giugno 1771 nominato Inquisitore di Malta)
- Monsignore Alphonse-Hubert de Latier de Bayane (16 novembre 1772 - 9 agosto 1802 creato cardinale diacono)
- Monsignore Francesco Cesarei Leoni (1º gennaio 1804 - 29 giugno 1809 dimesso)
- Monsignore Giovanni Battista Bussi (29 giugno 1809 - 10 marzo 1823 nominato uditore generale della Camera apostolica)
- Monsignore Francesco Tiberi (10 marzo 1823 - 9 gennaio 1827 nominato nunzio apostolico in Spagna)
- Monsignore Costantino Patrizi Naro (9 gennaio 1827 - 16 gennaio 1829 nominato nunzio apostolico nel Granducato di Toscana)
- Monsignore Pietro de Silvestri (1852 - 15 marzo 1858 dimesso)
- Monsignore Luigi Serafini (28 marzo 1858 - 27 giugno 1870 nominato vescovo di Viterbo e Tuscania)
- Monsignore Carlo Cristofori (1º gennaio 1882 - 18 aprile 1885 nominato uditore generale della Camera apostolica)
- Monsignore Francesco Segna (14 novembre 1888 - 13 luglio 1891 nominato segretario della Congregazione per gli affari ecclesiastici straordinari)
- Monsignore Oreste Giorgi (9 febbraio 1908 - 7 dicembre 1911 nominato segretario della Congregazione del concilio)
- Monsignore Carlo Perosi (7 dicembre 1911 - 8 dicembre 1916 nominato assessore della Congregazione del Sant'uffizio)
- Monsignore Bernardo Colombo (1917 - 1922 dimesso)
- Monsignore Salvatore Luzio (1922 - 1959 dimesso)
- Monsignore Giuseppe Rossi (1959 - 1962 dimesso)
- Monsignore Giovanni Sessolo (1962 - 1979 dimesso)
- Vescovo Luigi de Magistris (11 aprile 1979 - 22 novembre 2001 nominato pro-penitenziere maggiore)
- Vescovo Gianfranco Girotti, O.F.M.Conv. (16 febbraio 2002 - 26 giugno 2012 ritirato)
- Vescovo Krzysztof Józef Nykiel, dal 26 giugno 2012